# Forsyth (Illinois)
Pour les articles homonymes, voir Forsyth.
Forsyth est un village du comté de Macon dans l'Illinois, aux États-Unis,. Il est situé au nord du comté et de la ville de Decatur, le siège de comté. Le village est incorporé le 22 mai 1958.

## Démographie
Lors du recensement de 2010, le village comptait une population de 3 490 habitants. Elle est estimée, en 2017, à 3 529 habitants.

### Source de la traduction
- (en) Cet article est partiellement ou en totalité issu de l’article de Wikipédia en anglais intitulé « Forsyth, Illinois » (voir la liste des auteurs).